# Barri al-Gharbi
Barri al-Gharbi (tiếng Ả Rập: بري الغربي) là một ngôi làng Syria nằm ở phó huyện Barri Sharqi ở huyện Salamiyah, Hama. Theo Cục Thống kê Trung ương Syria (CBS), Barri al-Gharbi có dân số 627 trong cuộc điều tra dân số năm 2004.